# Hieracium acamptum
Hieracium acamptum es una especie de planta con flor del género Hieracium, de la familia Asteraceae, orden Asterales.

## Distribución
Hieracium acamptum se distribuye por Inglaterra.

## Taxonomía
Fue descrita científicamente por Sell & C. West. Fue publicada en Watsonia 3: 236 (1955).